# Le Petit Spirou (série télévisée d'animation)
Pour les articles homonymes, voir Le Petit Spirou.
Le Petit Spirou est une série télévisée d'animation franco-belge en 78 épisodes de 7 minutes, créée par Virginie Jallot d'après la bande dessinée éponyme de Tome et Janry, et est diffusé à partir du 26 août 2012 sur RTBF dans l'émission OUFtivi, et en France à partir du 7 novembre 2012 sur M6 dans M6 Kid.
Au Québec, elle est diffusée à partir du 9 septembre 2013 sur Télé-Québec.

## Synopsis
Le Petit Spirou dévoile ses astuces pour construire un meilleur quotidien meilleur en se servant d'une même thématique : « Comment survivre à... ». Il présente des solutions pour chaque problème, une sorte de kit de survie conçu par un enfant pour les enfants.

## Distribution
- Mélanie Dermont : Petit Spirou
- Raphaëlle Bruneau : Cassius
- Prunelle Rulens : Maman
- Gauthier de Fauconval : Vert
- Audrey d'Hulstère : Suzette
- Benoît Van Dorslaer : Mégot
- Alessandro Bevilacqua : Grand-Papy
- Marie Van R : Grand-Mamy, Raoulette, Voix Additionnelles
- Grégory Praet, Daniel Nicodème, Maxime Donnay, Sébastien Fayard : Masseur, Boule-De-Gras, Jimmy, André-Baptiste, voix additionnelles

- Voix Témoins : Magali Rosenzweig & Vincent Ropion
Version originale
  - Studio d'enregistrement : la Dame-Blanche [3]
  - Direction artistique : Marie Van R

## Épisodes
Tous les titres commencent par Comment survivre…
1. Comment survivre… au pull tricoté par Mamy ?
2. Comment survivre… au riz au lait ?
3. Comment survivre… au bourreau des cœurs ?
4. Comment survivre… au mauvais bulletin ?
5. Comment survivre… aux choux de Bruxelles ?
6. Comment survivre… à l'affreux petit frère ?
7. Comment survivre… au cadeau tout nul ?
8. Comment survivre… au dentiste ?
9. Comment survivre… au grand retour des poux ?
10. Comment survivre… quand on est tout nu ?
11. Comment survivre… à bébé ?
12. Comment survivre… aux petits chevaux ?
13. Comment survivre… à l'aspirateur ?
14. Comment survivre… au secret de Grand-Papy ?
15. Comment survivre… aux cheveux roux ?
16. Comment survivre… au musicien débutant ?
17. Comment survivre… au parfum de Mamy ?
18. Comment survivre… quand on a oublié son maillot de bain ?
19. Comment survivre… au monstre du soupirail ?
20. Comment survivre… au pantalon déchiré ?
21. Comment survivre… aux pieds qui puent ?
22. Comment survivre… à la varicelle ?
23. Comment survivre… à l'emprise de la moumoute ?
24. Comment survivre… au premier cours de ski ?
25. Comment survivre… à un repas très épicé ?
26. Comment survivre… au copieur ?
27. Comment survivre… à la fête des Mères quand on n'a pas de cadeau ?
28. Comment survivre… au devoir pas fait ?
29. Comment survivre… aux lutins de Noël ?
30. Comment survivre… au buzz ?
31. Comment survivre… à la corde à grimper ?
32. Comment survivre… à une invasion alien ?
33. Comment survivre… au cours de danse classique ?
34. Comment survivre… aux soldes ?
35. Comment survivre… aux commérages de Marie-Fernande ?
36. Comment survivre… à la confiscation des jumelles de Grand-Papy ?
37. Comment survivre… à la timidité ?
38. Comment survivre… aux bouchons des départs en vacances ?
39. Comment survivre… quand on a peur d'aller dans les buts ?
40. Comment survivre… à la nouvelle voiture de Grand-Papy ?
41. Comment survivre… au bouton sur la figure ?
42. Comment survivre… au prochain cours de chant ?
43. Comment survivre… à sa maman en retard ?
44. Comment survivre… aux ronflements de Mamy ?
45. Comment survivre… à une course de luge ?
46. Comment survivre… à la correspondante anglaise ?
47. Comment survivre… à un film d'horreur ?
48. Comment survivre… à la signature du mot incendiaire ?
49. Comment survivre… au premier poil qui pousse ?
50. Comment survivre… à la trahison d'un ami ?
51. Comment survivre… au chouchou du prof ?
52. Comment survivre… au camping ?
53. Comment survivre… à la mauvaise haleine ?
54. Comment survivre… à la Saint-Valentin ?
55. Comment survivre… à la combinaison qui pique aux yeux ?
56. Comment survivre… au mal de mer ?
57. Comment survivre… à une envie pressante au ski ?
58. Comment survivre… à Suzikeishi ?
59. Comment survivre… à la classe blanche ?
60. Comment survivre… à la disparition de son hamster ?
61. Comment survivre… à la recherche de l'audiophone de Mamy ?
62. Comment survivre… au départ en bus ?
63. Comment survivre… au roi de la plage ?
64. Comment survivre… au racket ?
65. Comment survivre… aux bisous de sa maman devant les copains ?
66. Comment survivre… à la maudite BD ?
67. Comment survivre… au vertige ?
68. Comment survivre… à l'attaque d'un moustique ?
69. Comment survivre… au respect de l'environnement ?
70. Comment survivre… à la balade en raquettes ?
71. Comment survivre… au cours d'athlétisme ?
72. Comment survivre… à la photo de classe ?
73. Comment survivre… à action ou vérité ?
74. Comment survivre… au grand maraboutage ?
75. Comment survivre… quand on a la poisse ?
76. Comment survivre… sans Capitaine Magimax ?
77. Comment survivre… au nettoyage de printemps ?
78. Comment survivre… au goûter d'anniversaire ?

## Les Personnages
- Petit Spirou : Personnage principal, il porte toujours son chapeau rouge et il est habillé en rouge. Sa couleur de cheveux est roux. Le Petit Spirou est très joyeux, il voit la vie en rose. Même s'il rencontre des difficultés il trouve toujours un moyen de s'en sortir, et toujours d'une façon inattendue. Il est le petit ami de Suzette. Avec son ami Vert, ils essayent de survivre à beaucoup de truc.
- Vert (qui se lit "Verte" et non la couleur) : Meilleur ami du Petit Spirou, il porte des lunettes, un tee-shirt violet et un short marron. Il est très timide, maladroit et un peu trouillard mais ça ne l'empêche pas de suivre le Petit Spirou dans toutes ses aventures mêmes les plus incertaines. Son vrai nom est : Antoine Vertignasse.
- Suzette : Habillé en bleu, sa couleur de cheveux est blonde. Son vrai nom: Suzanne Berlingot. Petite amie de Spirou, elle est bien curieuse de découvrir les parties les plus intimes de Spirou. Elle sera également la victime de la curiosité de Spirou et de Vertignasse au sujet de ses parties les plus intimes.
- Maman Spirou : C'est la mère du Petit Spirou, on la voit tout le temps. Elle essaie tant bien que mal de contrôler son fils qui a tendance à faire beaucoup de mauvais coups. Comme la famille, elle porte un habit de Groom.
- Grand-Papy : Je sais, vous allez dire "Mais il est trop vieux !!!". C'est le plus vieux des personnages. Grand-père de Spirou, il a fait la première guerre mondiale. Il est aussi enfant que son petit-fils et aime parfois faire des mauvais coups avec ce dernier.
- Cassius : Plutôt rasta ce personnage. Il aide beaucoup Petit Spirou dans ses aventures. Dans un des épisodes, on peut le voir chez lui avec sa famille qui a invité Petit Spirou à manger chez eux.
- Ponchelot : ami du petit spirou, il adore manger
- Mr Mégot : le prof de sport